# Kodord
Kodord är en vanlig metod för att dölja vad någonting man diskuterar om egentligen handlar om. Metoden går ut på att byta ut ett känsligt ord mot ett annat. En ubåt kan kallas fisk, ett flygplan för fågel och så vidare. Kodord kan också användas som lösenord. Den vanligaste - militära - användningen av kodord är dock för att utlösa en viss, på förhand, planerad åtgärd, t.ex. ett anfall. Ett berömt exempel på användande av kodord från Andra världskriget är den japanska frasen Niitakayama Nobore ("Bestig berget Niitaka"), vilket sändes till den japanska flottan den 2 november 1941. Frasen angav att de mottagande fartygen skulle bryta ett kuvert med förseglade order, som bekräftade att tidigare planerade fientligheter skulle inledas mot bl.a. USA den 8 december (japansk tid - i USA var det fortfarande den 7 december när anfallet mot Pearl Harbor inleddes). 